# Jörn Knebel
Jörn Knebel (* 25. Dezember 1969 in Jever) ist ein deutscher Theater- und Fernseh-Schauspieler.

## Leben
Knebel absolvierte von 1993 bis 1997 eine Schauspielausbildung an der Otto-Falckenberg-Schule in München. 
Vor seinen Fernsehauftritten agierte er als Theatermime unter anderem von 1995 bis 1998 bei den Münchner Kammerspielen, am Schauspiel Leipzig (1999–2002), am Schauspiel Köln (bis 2005) und am Schauspielhaus Hamburg (bis 2009).
Von 2010 bis 2012 spielte er Hannes Krogmann in der Kinderkrimiserie Die Pfefferkörner. 2013 spielte er in dem Musical Tabaluga und die Zeichen der Zeit von Peter Maffay das Zebra. Von Oktober 2013 bis 2015 war er als Baron Philipp von Hasenburg in der australisch-deutschen Fernsehserie In Your Dreams zu sehen.

## Fernsehen (Auswahl)
- 2010: SOKO Leipzig (Fernsehserie, Episode Mord am Telefon)
- 2010, 2018: Großstadtrevier (Fernsehserie, verschiedene Rollen, 2 Episoden)
- 2010–2012: Die Pfefferkörner (Fernsehserie, 23 Folgen)
- 2010: Wie ein Licht in der Nacht
- 2011, 2018: SOKO Wismar (Fernsehserie, verschiedene Rollen, 2 Episoden)
- 2011–2020: Notruf Hafenkante (Fernsehserie, verschiedene Rollen, 3 Episoden)
- 2012: Küstenwache (Fernsehserie, Episode jenseits von Eden)
- 2012: Herzversagen (Fernsehfilm)
- 2013: Als meine Frau mein Chef wurde … (Regie: Matthias Steurer)
- 2013, 2019: In aller Freundschaft (Fernsehserie, verschiedene Rollen, 2 Episoden)
- 2013–2015: In Your Dreams: Sommer deines Lebens (Fernsehserie, 56 Episoden)
- 2014, 2019: Familie Dr. Kleist (Fernsehserie, verschiedene Rollen, 2 Episoden)
- 2017, 2022, 2024: In aller Freundschaft – Die jungen Ärzte (Fernsehserie, verschiedene Rollen, 3 Episoden)
- 2018: Tatort: Im toten Winkel (Fernsehreihe)
- 2018: Tatort: Alles was Sie sagen
- 2018: 4 Blocks (Fernsehserie, Episode Frei)
- 2018: Das Märchen von der Regentrude (Fernsehfilm)
- 2019: Der Usedom-Krimi: Mutterliebe
- 2019: Der Lissabon-Krimi: Dunkle Spuren (Fernsehreihe)
- 2019: Nord bei Nordwest – Frau Irmler (Fernsehreihe)
- 2019: SOKO Potsdam (Fernsehserie, Episoden Eine verhängnisvolle Affäre, Ermittlungen im Dreivierteltakt)
- 2019: Frühling: Weihnachtswunder (Fernsehreihe)
- 2020: Frühling: Genieße jeden Augenblick
- 2021: Nord bei Nordwest – Der Anschlag
- 2021: Nord bei Nordwest – Conny & Maik (Fernsehreihe)
- 2021: SOKO Hamburg (Fernsehserie, Episode Bronze, Silber, Tod)
- 2022: Polizeiruf 110: Seine Familie kann man sich nicht aussuchen (Fernsehreihe)
- 2022: Ein Sommer auf Langeoog (Fernsehreihe)
- 2023: Der Zürich-Krimi – Borchert und die Sünden der Vergangenheit (Fernsehreihe)
- 2023: Hotel Mondial (Fernsehserie, Episode Zurück auf Los)
- 2024: Ein Zimmer für Papa (Fernsehfilm)
- 2024: Mit Herz und Holly: Lichtblicke (Fernsehserie)
- 2024: Mit Herz und Holly: Kleine Wunder
- 2025: Nord bei Nordwest – Haare? Hartmann!
- 2025: Nord bei Nordwest – Das Nolden-Haus